# مارك سنيجيرس
مارك سنيجيرس (بالهولندية: Mark Snijders)‏ هو لاعب كرة قدم هولندي في مركز الدفاع، ولد في 12 مارس 1972 في ألكمار في هولندا. لعب مع إي زد ألكمار وبورت فايل.

## وصلات خارجية
- مارك سنيجيرس على موقع قاعدة بيانات كرة القدم.إي يو (الإنجليزية)
- مارك سنيجيرس على موقع Soccerbase.com (لاعب) (الإنجليزية)